# Great Bircham
Great Bircham är en by i civil parish Bircham, i distriktet King's Lynn and West Norfolk, i grevskapet Norfolk i England. Byn är belägen 19 km från King's Lynn. Great Bircham var en civil parish fram till 1935 när blev den en del av Bircham. Civil parish hade 327 invånare år 1931. Byn nämndes i Domedagsboken (Domesday Book) år 1086, och kallades då Brecham.